# 趙一曼故居
趙一曼故居位於四川省宜賓市宜賓縣白花鎮，文物遺址年代判定為近代。2002年12月27日公佈為四川省第六批省級文物保護單位。